# Anne de Chivré
Anne de Chivré, né en 1621 et mort vers 1653, est un militaire et homme politique français. Il s'est distingué en prenant fait et cause pour la Fronde, s'opposant à la régente Anne d'Autriche et à son ministre Mazarin.

## Biographie
Anne de Chivré naît en 1621 du mariage de Henri de Chivré (1585-1638), lieutenant général de l'artillerie de France et d'Antoinette Carbonnel.
Très jeune, il suit les traces de son père dans l'armée et participe au siège de Saint-Omer en juillet 1638 durant la guerre de Trente Ans. C'est là que son père est tué, Anne est blessé : « Le fils du marquis de la Barre, âgé de seize ans, y reçut une mousquetade à l’oreille et y parut digne fils d’un si brave père dont les mérites ont aussi été reconnus en la personne de son dit fils par le grand maître de l’artillerie qui lui a donné purement la charge qu’avoit son père de lieutenant général de l’artillerie de France ». 
Le 30 septembre 1638, il est à Montreuil (Pas-de-Calais) comme le montre un document archivé : « En la présence des notaires soubsignez, résidens en ceste ville de Monstroeuil, sont comparus … Jacques Deschauffour, conducteur de l’artillerie dans l’équipage de M. le Marquis de la Barre, de présent en ceste ville … ». 
Le 10 janvier 1643, il reçoit la charge de lieutenant général de l’artillerie. Le 19 mai 1643, il participe aux côtés de Louis II de Bourbon-Condé à la victorieuse bataille de Rocroi opposant les Français aux Espagnols. 
En août 1644, il est aux côtés du maréchal Philippe de La Mothe-Houdancourt, qui s'est rallé à Richelieu contre Mazarin, pour combattre en Espagne au siège de Tarragone (1644) pendant la guerre des faucheurs.
Le 30 mars 1645, il épouse Anne Vallée au temple de Charenton. Anne Vallée hérite avec son frère Claude des deux tiers de la succession de leur oncle François Vallée, seigneur de Chenailles, d'où le nom parfois écrit « Anne Vallée de Chenailles ».
En 1649, Anne de Chivré prend fait et cause pour la Fronde en Anjou, il s'oppose à la régente Anne d'Autriche et à son ministre le cardinal Mazarin. Il est alors l'un des principaux lieutenants d'Henri II de La Trémoille qui lui donne commission en mars 1649 « de lever deux mil hommes de pied armés dans les provinces du Maine et d’Anjou, desquels il est constitué mestre de camp … et par les dittes présentes, il est établi lieutenant gouverneur au château et ville de Château-Gontier »,. Angers et son château sont assiégés par les frondeurs, les combats prennent fin lorsque la Paix de Rueil est signée et publiée à Paris le 2 avril 1650.
Après la convocation des États généraux en mars 1651, le duc de Rohan propose pour représenter la noblesse en Anjou le chevalier de Jarzé et le marquis de La Barre. Nommé alors député aux États généraux de Tours par la noblesse d'Anjou, avec le marquis de Jarzé, le 29 juin 1651, il voit cette élection cassée pour irrégularités dans le vote : « le marquis de La Barre, ancien lieutenant de La Trémoille, fort compromis par la part qu’il avait prise en 1649 au soulèvement d’Angers. … Le fait est que plus de cent cinquante gentilshommes, présents à l’élection, déclarèrent ne pas reconnaître La Barre et Jarzé comme députés de leur ordre. Le choix du premier était inadmissible, dirent-ils, en ce que La Barre était huguenot … le conseil d’état s’empressa d’annuler la nomination de la Barre et de Jarzé ».
En 1652, les troubles recommençant en Anjou. Le gouverneur de la province Henri de Chabot prend parti pour Louis II de Bourbon-Condé (dit « Condé ») et vient occuper la ville d’Angers. « Quelques-uns comme La Barre, amenèrent leurs canons. Ce personnage, qui avait déjà tenu une place importante dans la fronde angevine de 1649, se retrouve encore au premier rang dans l'armée de Rohan ».
En février 1652, le cardinal Mazarin, par l’intermédiaire du maréchal Charles de Monchy d'Hocquincourt, décide de faire le siège de la ville d’Angers. Les frondeurs sont alors contraints de négocier : « Penser d’abord à soi, telle était à cette époque la devise des princes et des seigneurs rebelles. C’était apparemment celle du chevalier de Jarzé, qui s’était laissé prendre à la Pointe. N’était-ce pas aussi celle du marquis de La Barre ? On peut le croire, car une gazette secrète du temps dit positivement que dans les derniers jours du siège ce fougueux frondeur sollicitait les angevins de se rendre. Nous savons d’autre part qu’il fut fort bien traité dans la capitulation ; la Cour lui permit d’emmener ses canons ». C'est au dernier jour de février 1652 que les frondeurs capitulent. Le maréchal d’Hocquincourt et le duc de Rohan mentionnent toutefois « réservé cinq pièces de fonte qu’il sera permis à M. le marquis de La Barre de faire retirer en sa maison ».
Anne de Chivré ne s'arrête pas pour autant, car en avril 1652, il est fait prisonnier à Gien, puis conduit à la Bastille le 16 mars 1653.
Anne de Chivré meurt avant le 13 mai 1653, car un acte de procédures daté de ce jour fait « apposition de scellés et inventaire sommaire de mobilier au château de la Barre, en Bierné, à la requête de dame Anne Vallée, veuve d'Anne de Chivré marquis de la Barre ... cet inventaire est fait en présence de la dame de la Barre, de Claude Vallée (son frère) seigneur de Chenailles, de Gédéon de Chivré seigneur baron de Mélian, et de Françoise de Chivré demoiselle de la Barre ».

## Pour approfondir

### Ouvrage d'Antonin Debidour
1. ↑  p. 85.
2. ↑  p. 177.
3. ↑  p. 230.
4. ↑  p. 249.
5. ↑  p. 253.

### Autres sources
1. ↑  La Gazette de France du 17 juillet 1638, p. 359 de l'année 1638, [lire en ligne].
2. ↑  Mémoires de la Commission départementale des monuments historiques du Pas-de-Calais, année 1913, tome 3, p. 274.
3. ↑  Armée et marine : revue hebdomadaire illustrée des armées de terre et de mer, numéro du 20 mai 1905, p. 232, [lire en ligne].
4. ↑  La Gazette de France, année 1644, p. 728-729, [lire en ligne].
5. ↑  Archives départementales du Val-de-Marne, , registres des actes « Baptêmes, Mariages, Sépultures » d'Ablon-sur-Seine, années 1599-1691, p. 19.
6. ↑  Histoire de Château-Gontier.
7. ↑  Journal de Jean Vallier : maître d'hôtel du roi (1648-1657), tome troisième, 1er septembre 1651-31 juillet 1652, p. 197, [lire en ligne].
8. ↑  Journal de Jean Vallier : maître d'hôtel du roi (1648-1657), tome quatrième, 1er août 1652-31 décembre 1653, p. 195, [lire en ligne].
9. ↑  Archives de la Mayenne, série B, 2301, [lire en ligne], [lire en ligne].